# Asterias forbesi
Asterias forbesi är en sjöstjärneart som först beskrevs av Pierre Jean Édouard Desor 1848.  Asterias forbesi ingår i släktet Asterias och familjen trollsjöstjärnor. Inga underarter finns listade i Catalogue of Life.

## Bildgalleri

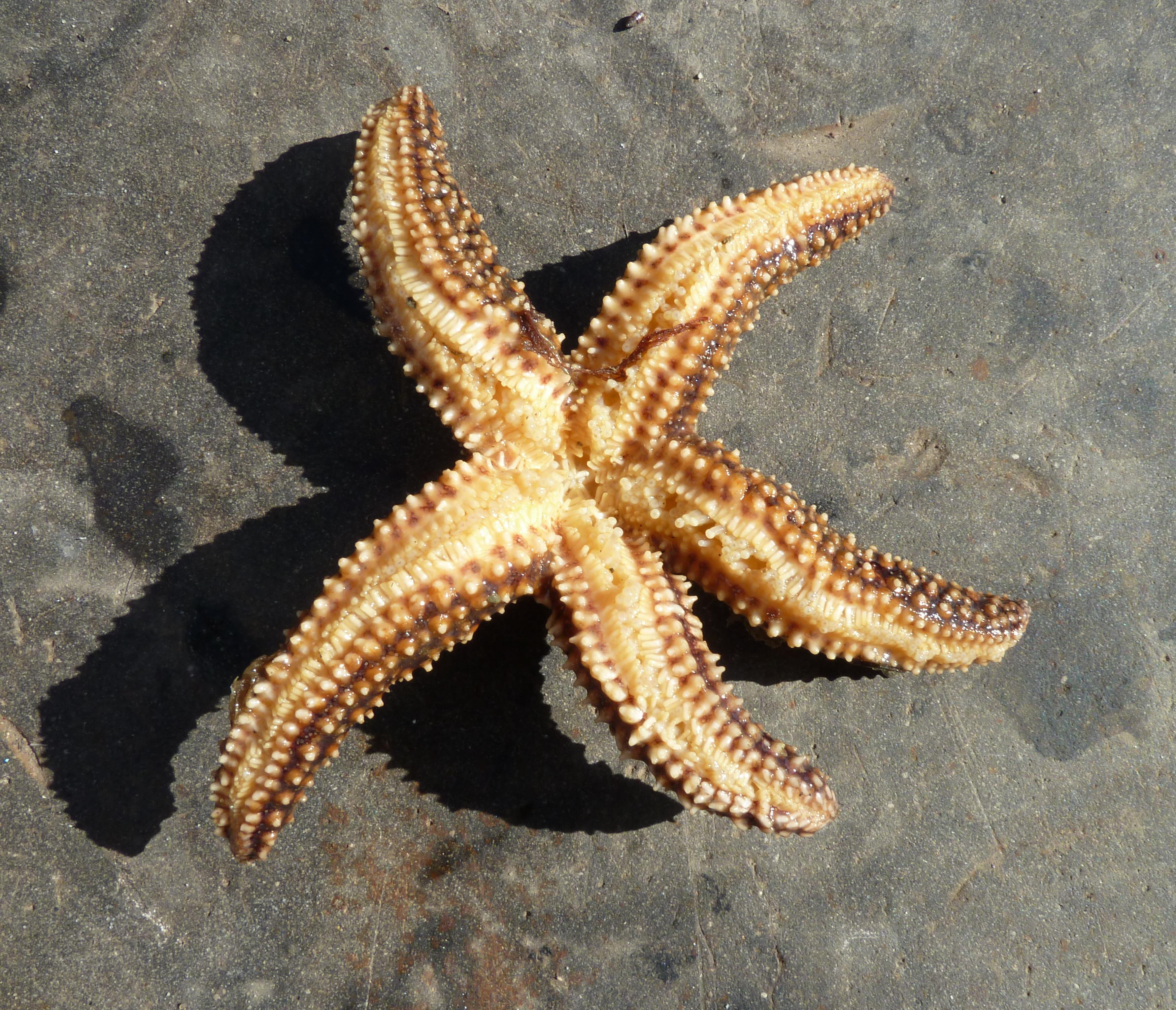